# Gynaecoserica pellecta
Gynaecoserica pellecta är en skalbaggsart som beskrevs av Brenske 1896. Gynaecoserica pellecta ingår i släktet Gynaecoserica och familjen Melolonthidae. Inga underarter finns listade i Catalogue of Life.